# José Antonio Momeñe
José Antonio Momeñe Campo (Zierbena, 15 agosto 1940 – Barakaldo, 23 dicembre 2010) è stato un ciclista su strada spagnolo di origine basca.
Professionista tra il 1962 ed il 1970, conta la vittoria di una tappa alla Vuelta a España e di una al Giro d'Italia.

## Carriera
Corse per la KAS, la Fagor e la Werner, distinguendosi nelle corse a tappe. La sua migliore stagione fu il 1966, quando fu quarto al Tour de France e quinto alla Vuelta a España (con una vittoria di tappa). Vinse anche la Vuelta a Andalucía nel 1962 e una tappa al Giro d'Italia 1968.

## Palmarès
- 1962

2ª tappa Vuelta a Andalucía (Malaga > Granada)
4ª tappa Vuelta a Andalucía (Malaga > Cordova)
Classifica generale Vuelta a Andalucía
2ª tappa Tour de l'Avenir (Bordeaux > Bayonne)
Circuit du Morbihan
- 1963

Clásica a los Puertos de Guadarrama
2ª tappa Vuelta Ciclista a la Rioja
4ª tappa Tour de l'Avenir (Capvern-les-Bains > Luchon)
- 1964

Clásica a los Puertos de Guadarrama
2ª tappa Vuelta a Andalucía (Malaga > Granada)
- 1965

2ª tappa Vuelta a Mallorca
- 1966

8ª tappa Critérium du Dauphiné Libéré
3ª tappa Vuelta a España (Benidorm > Valencia)
- 1967

Gran Premio de Llodio
Gran Premio Pascuas
- 1968

Gran Premio Vizcaya
Trofeo Elola
6ª tappa Giro d'Italia (Sanremo > Alessandria)

### Altri successi
- 1962

Gran Premio Beasain
- 1963

4ª tappa Circuito de Torrelavega
- 1968

Criterium di Leganés

## Piazzamenti

### Grandi Giri
- Giro d'Italia

1968: ritirato
- Tour de France

1965: 34º
1966: 4º
1969: ritirato
- Vuelta a España

1963: 16º
1964: 8º
1966: 5º
1968: 17º
1969: 29º

### Classiche monumento
- Milano-Sanremo

1964: 101º
1967: 48º
- Giro di Lombardia

1963: 47º

### Competizioni mondiali
- Campionato del mondo

Heerlen 1967 - In linea: 23º
Zolder 1969 - In linea: 46º
- Giochi olimpici

Roma 1960 - 100 km a squadre: 8º
Roma 1960 - Corsa in linea: 16º